# Daniel Morer Cabrera
Daniel Morer Cabrera (Mataró, Barcelona, 5 de febrero de 1998) es un futbolista español. Juega como defensa y su equipo es el F. C. Famalicão de la Primeira Liga. Ha sido internacional en distintas categorías inferiores de la selección española.

## Trayectoria
Es un jugador formado en la cantera del Fútbol Club Barcelona. Inició la temporada 2016-17 con el Juvenil "A", con el que se proclamó campeón de liga juvenil y alcanzó la final a cuatro de la Liga Juvenil de la UEFA. A mitad de la temporada debutó con el F. C. Barcelona "B", consolidándose como titular en la recta final de la campaña. Con el filial logró el ascenso a Segunda División A, tras proclamarse campeón de su grupo de Segunda División B.
En junio de 2017 renovó su contrato con el club, pasando a tener ficha con el F. C. Barcelona "B", por dos temporadas.
El 3 de septiembre de 2020 abandonó el conjunto azulgrana tras ser traspasado al F. C. Famalicão a cambio de 400 000 euros y un 45% de un futuro traspaso. Tras un año en Portugal fue cedido al F. C. Andorra, que en julio de 2022 logró extender la cesión una temporada más.
En abril de 2024 inició una nueva etapa en su carrera después de llegar al Atlético Ottawa para jugar como cedido hasta final de año. El siguiente regresó a Portugal y en febrero fue prestado al Moreirense F. C.

## Selección nacional
Ha sido internacional con la selección de España sub-17.